# Morgetészek
A morgetészek ókori dél-itáliai néptörzs. Rhegium közelében éltek, településhelyükről az oenotriabeliek űzték el őket. Ezután Szicíliába vándoroltak, és állítólag Morguntiumot alapították.